# Træffer nr. 41
Træffer nr. 41 (russisk: Сорок первый) er en sovjetisk stumfilm fra 1927 instrueret af Jakov Protasanov.
Filmen foregår under Den Russiske Borgerkrig. En ung kvindelig skarpskytte fra Den Røde Hær i Turkestan misser sit 41. offer, en smuk aristokratisk løjtnant fra Den hvide hær, Otrok. Hun eskorterer ham med båd over Aralsøen, og der opstår en romance mellem den kultiverede officer Otrok og den forældreløse skarpskytte Masja. Under en storm strander de på en ø, hvor parret møder soldater fra Den Hvide hær og da Otrok vil slutte sig til dem, skyder Masja ham i ryggen. 
Filmen havde dansk premiere i Rådhusteatret i Randers den 31. oktober 1927 og senere i København i biografteateret Højbro.
Filmen blev genindspillet i 1956 og udgivet under samme navn (Сорок первый), ved den danske premiere året efter dog markedsført som Den 41.

## Medvirkende
- Ada Vojtsik - Marjutka
- Ivan Koval-Samborskij
- Ivan Straukh